# Chromis analis
 Chromis analis és una espècie de peix de la família dels pomacèntrids i de l'ordre dels perciformes que es troba a l'oest de l'Índic (Sud-àfrica) i al Pacífic (sud del Japó, Illes Ryukyu, Xina, les Filipines, Palau, Indonèsia, Nova Guinea, Salomó, Vanuatu, Nova Caledònia, Fidji i el nord de la Gran Barrera de Corall).
Els mascles poden assolir els 17 cm de longitud total.